# 東北インターチェンジ
東北インターチェンジ（とうほくインターチェンジ）は、青森県上北郡東北町にある上北自動車道（上北天間林道路）のインターチェンジである。

## 道路

### 本線
- E4A 上北自動車道（上北天間林道路）

### 接続する道路
- 青森県道121号七戸上北町停車場線

## 歴史
- 2019年（平成31年）
  - 2月8日 : IC名称が「上北(2)IC（仮称）」から「東北IC」に正式決定[1]。
  - 3月16日 : 上北天間林道路・上北IC - 七戸IC間開通に伴い供用開始[1]。

## 料金所
- 無料区間のため、設置されていない。

## 隣
E4A 上北自動車道（上北天間林道路）
上北IC - 東北IC - 七戸IC

## 周辺
- 上北町駅
- 東北町役場
- 東北町南総合運動公園